# Lepidisis caryophyllia
Lepidisis caryophyllia är en korallart som beskrevs av Addison Emery Verrill 1883. Lepidisis caryophyllia ingår i släktet Lepidisis och familjen Isididae. Inga underarter finns listade i Catalogue of Life.